# Trial by media
Trial by media ('berechting door de media') is een populaire Engelstalige term van eind 20e, begin 21e eeuw om de impact van mediaberichten (zoals televisie- en krantenberichten of online) op iemands reputatie te beschrijven door voor of na een rechtbankvonnis bij het publiek een wijdverbreid gevoel van schuld of onschuld teweeg te brengen.
Het concept van trial by media werd populair door een uitzending van The Frost Programme op 3 februari 1967 waarin presentator David Frost een te gast zijnde verzekeringsfraudeur op een dusdanig strijdlustige, agressieve manier tegemoet trad, dat het interview als trial by television werd bekritiseerd. Pas een jaar later werd de fraudeur door een rechtbank veroordeeld.

## Omschrijving
Tijdens rechtszaken met veel publiciteit worden de media vaak beschuldigd van het uitlokken van een sfeer van openbare hysterie, vergelijkbaar met een lynch-menigte, wat niet alleen een eerlijk proces bijna onmogelijk maakt, maar ook betekent dat de verdachte, ongeacht het resultaat van het proces, de rest van zijn leven met publiekelijke aandacht zal moeten leven.
Het tegenargument is dat de lynch-mentaliteit onafhankelijk van de media bestaat en de media dus slechts de meningen doorgeven die het publiek al heeft.
Hoewel het een recente uitdrukking is, is de opvatting dat populaire media een sterke invloed kunnen hebben op het juridische proces. Dit omvat niet het gebruik van een door de staat gecontroleerde pers om politieke tegenstanders te criminaliseren, maar omvat in zijn algemeen aanvaarde betekenis alle gelegenheden waar de reputatie van een persoon drastisch is aangetast door ogenschijnlijk niet-politieke publicaties. Vaak kan worden gesteld dat de berichtgeving in de pers de mening van de persoon op straat weerspiegelt.